# Театральний роман (мультфільм)
«Театра́льний рома́н» — український ляльковий фільм 2008 року студії Укранімафільм, режисер — Оксана Карпус.

## Сюжет
Про вистави, залаштункове життя, театральних акторів та їх шанувальників. Одна група виступала зі своєю виставою кожен вечір. День у день збирався повний зал, а серед безлічі глядачів була маленька і сумна комашка, якій дуже сподобався виконавець головної ролі. Чи зможе вона наважитися підійти до нього, вручивши свій букетик?

## Над фільмом працювали
- Автори сценарію: Марина Дяченко, Сергій Дяченко;
- Режисер та художник-постановник: Оксана Карпус;
- Оператори: Дмитро Тяжлов, Олександр Ніколаєнко;
- Композитор: Марія Портнікова;
- Звукорежисер: Андрій Обод;
- Аніматори: Андрій Слєсаревський, Юрій Борісенко, Олег Цуріков, Євген Альохін, Сергій Костенко, Володимир Суріков;
- Ляльки та декорації виготовили: А. Базика, О. Борис, М. Нірод, Олександр Ніколаєнко, Є. Невінський, Олег Педан, В. Задорожня, Юрій Стельмащук, Ольга Фоменко;
- Художник: А. Стражевська;
- Комп'ютерна обробка: Станіслав Марченко, В. Король, А. Хоролець;
- Комп'ютерний монтаж: Віктор Радкевич;
- Асистент режисера: Людмила Скройбіж;
- Редактор: Світлана Куценко;
- Керівник знімальної групи: В'ячеслав Кілінський.

### Ролі озвучили:
- Юрій Коваленко;
- Ігор Слободський;
- Іван Коренівський.